# Campertogno
(Antica preghiera in dialetto di Campertogno)
Campertogno (Campartògn o Camparteugn in piemontese; Kamperteyn in walser) è un comune italiano di 227 abitanti (secondo i dati del 2022) della provincia di Vercelli in Piemonte, situato in Valsesia.

## Geografia fisica
Situato nella medio-alta Val Grande, Campertogno, certamente il più pittoresco paese dell'intera valle così come lo descrive il Ravelli nel suo celebre libro Valsesia e Monte Rosa, si trova poco al di sotto della confluenza del torrente Artogna con il Sesia. L'area del comune è costituita da ampi pianori a fondovalle ma perlopiù da zone montuose: sulla sinistra del Sesia si trova il pendio che sale alla Colma, mentre sulla destra esistono due valli principali, quella del Vallone e la ben più grande e importante valle Artogna, che si insinua per 15 km tra le montagne alla cui sommità si trova il Monte della Meja (2812 m), la punta più alta del territorio di Campertogno.
Il comune di Campertogno si compone delle seguenti frazioni e località: Rusa, Otra, Carata, Quare, Camproso,Piana Ponte, Villa, Piana e Tetti.

### Territorio

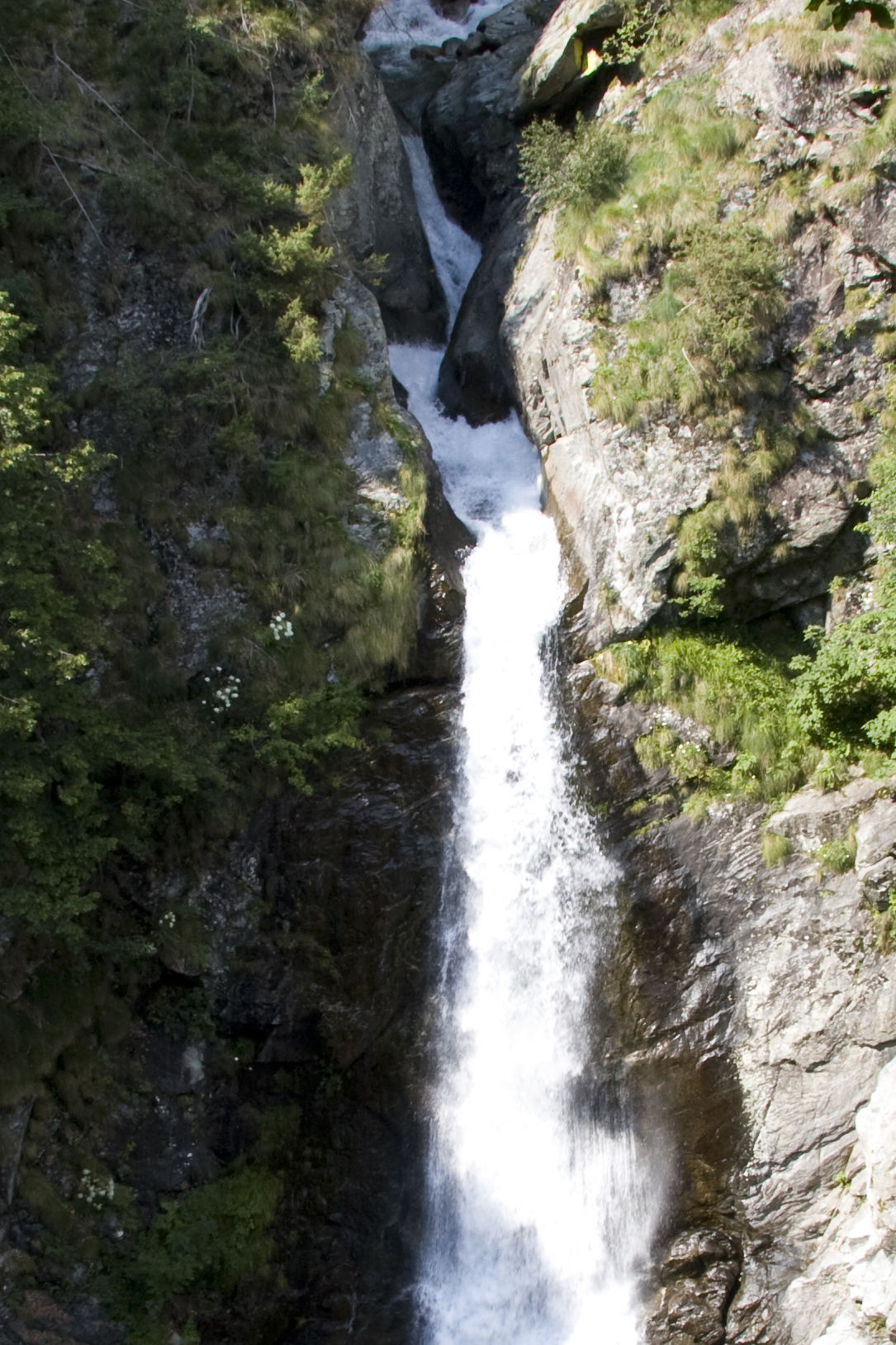
Cascata del Tinaccio: soglia glaciale tra gli antichi ghiacciai d'Artogna e del Sesia. La differenza dei due livelli di fondovalle, evidenziata dalla cascata, è dovuto alla diversa capacità erosiva dei due ghiacciai

Il territorio attorno a Campertogno risulta il prodotto finale del lungo modellamento avvenuto durante l'ultima epoca glaciale (nella quale l'intera Valsesia era occupata da un enorme ghiacciaio lungo oltre 50 km e dalla larghezza di circa 3 km). Infatti il paesino è situato nel fondo della valle glaciale in cui ora scorre il fiume Sesia.

#### Storia geologica del territorio
In una sezione perpendicolare all'andamento della valle all'altezza del paese, si vede come il fondo roccioso (il substrato) scavato a U, sia ricoperto da detrito di origine glaciale più antico (come per la morena di Carata e Otra) a sua volta eroso dal fiume che per ultimo ha depositato il detrito più recente (riscontrabile nelle piane alluvionali di fondo valle). Le rocce dell'intero territorio risultano levigate e striate (non solo nel fondo valle attuale ma anche ad esempio nei pressi dell'oratorio del Callone, all'alpe Argnaccia, alla Polla), la causa di questo non è da imputare tanto all'azione recente dell'acqua quanto a quella del ghiacciaio in epoche passate. Un interessante esempio geomorfologico di terrazzamento glaciale si può osservare tra l'alpe Argnaccia e la Sella, e in particolar modo all'alpe Cangello, in cui la morena che copre il substrato roccioso è disposta “a gradini”, a causa delle pulsazioni glaciali (per via di periodi più caldi alternati a più freddi) susseguitesi nel tempo.
La valle Artogna è a sua volta un ottimo esempio di valle glaciale (in dimensioni ridotte): all'imbocco si trova la soglia glaciale in cui ora precipita la cascata del Tinaccio (soglia dovuta alla minor erosione da parte del ghiacciaio d'Artogna rispetto a quello della valle principale), sui fianchi della valle sono sempre presenti i numerosi depositi morenici conservati nelle piccole vallette laterali: un chiaro esempio sono i dossi attorno all'alpe Vasnera. Delle belle rocce montonate appaiono numerose nei pressi dell'alpe Casera di Gait, a testimonianza dell'esarazione glaciale. Nella parte alta della valle sono visibilissime le forme degli antichi circhi glaciali (o arene glaciali), nelle cui depressioni sono ora situati diversi laghi di cui tre (i laghi di Fondo, di Mezzo e di Cima) di dimensioni maggiori. Geologicamente Campertogno si trova poco a nord del lineamento insubrico, precisamente nella zona Sesia-Lanzo del dominio austroalpino. Osservabili in questo territorio sono i prodotti del metamorfismo alpino agito su rocce più antiche (paleozoiche): gneiss, quarziti, livelli di marmo. Interessanti gli affioramenti in alta valle Artogna di eclogiti e calcescisti (anch'esse rocce metamorfiche) e soprattutto di peridotiti, rocce costituenti il mantello terrestre.

## Origini del nome
Stando a quanto viene detto nel Dizionario di Goffredo Casalis il nome di Campertogno avrebbe la sua origine da Campus Artoniæ, deriverebbe quindi da Artogna, la valle laterale principale, un tempo feudo dell'Abbazia dei Santi Nazario e Celso di San Nazzaro Sesia. Secondo un'altra interpretazione la seconda parte del toponimo (cioè -ertogno) deriverebbe dal latino arctare (=restringere), per il fatto che in questo punto della Valsesia esiste una strettoia topografica. Un'interpretazione molto diversa è data da D. Olivieri che scrive: il nome personale che qui è annesso a Campus deve essere un Pertonius, tratto da Pertho […], forma franca equivalente a Bertho […]. 
Il nome di Campertogno compare così in antichi documenti e carte:
- Campertegnum (1217), Giuramento sui patti tra il comune di Vercelli e i conti di Biandrate
- Campertonium (1305), Atto di partecipazione dei Valsesiani alla lega contro Fra Dolcino
- Campartognum (1335), Qiuetanza di affitto dell'Alpe Artogna
- Campartonium (1612), C. Bescapè: Novaria seu de Ecclesia Novariensi
- Campertogno (1649), Capitoli e Pretensioni della Comunità di Campertogno
- Campertonium (1656), Libro del Catasto

## Storia

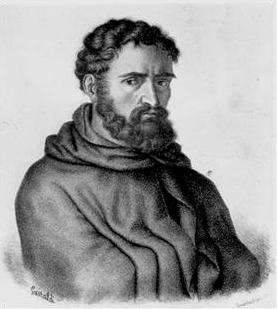
Frà Dolcino

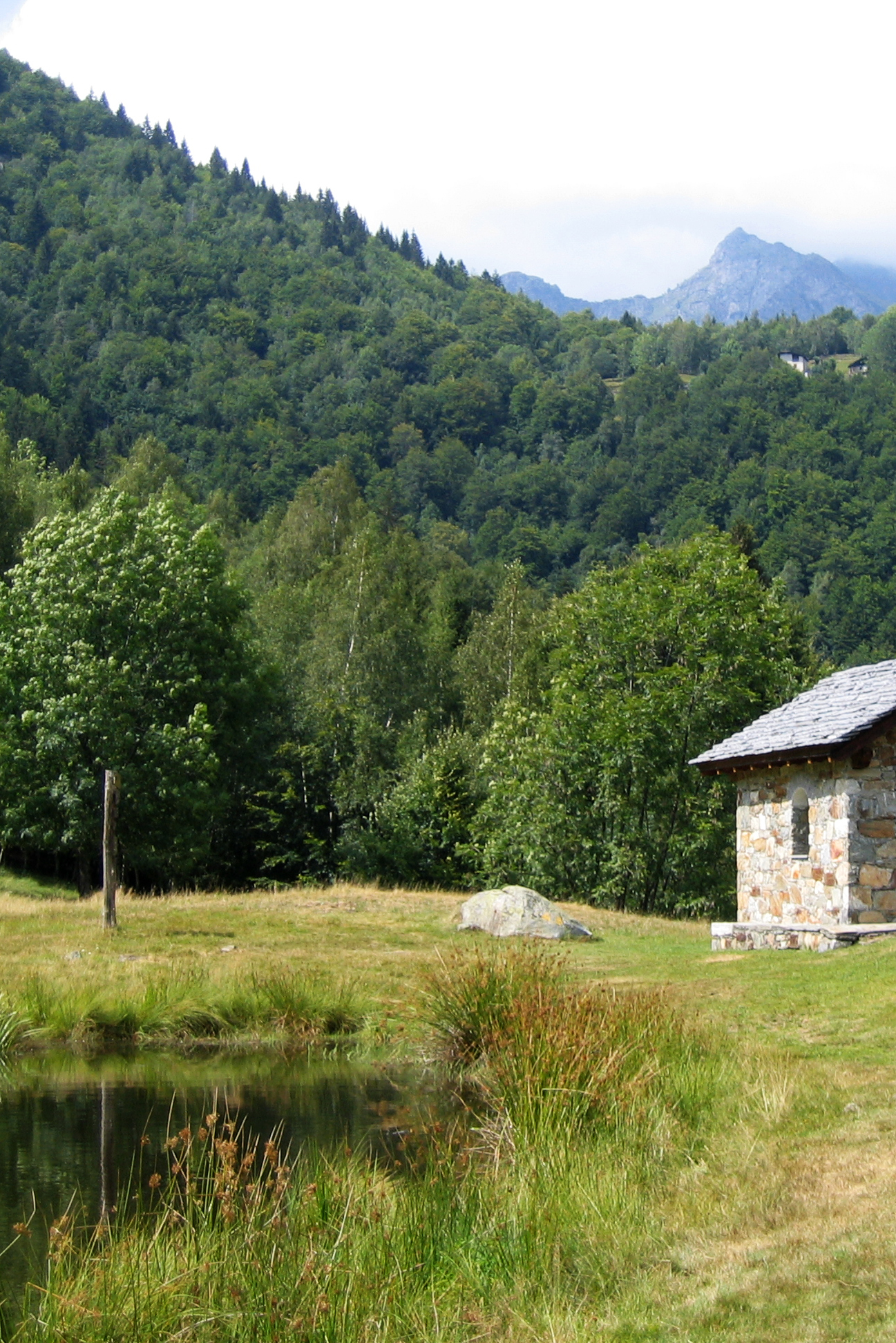
Secondo la tradizione presso il laghetto dell'alpe Argnaccia furono sepolti con calce alcuni morti in seguito alla pestilenza del 1630

Vengono qui riportati alcuni fatti storici memorabili accaduti nel territorio di Campertogno.

### Frà Dolcino a Campertogno
In seguito alla battaglia di Romagnano del settembre del 1304, l'eretico Fra Dolcino, con la compagna Margherita e i suoi uomini, è costretto alla fuga verso l'alta Valsesia. Nel novembre del 1304 Dolcino giunge a Campertogno e per la fame compie razzie che gli precludono i favori della popolazione che fin dall'inizio inizia a essergli ostile. Nel febbraio del 1305 si rifugia con i seguaci sui monti della valle Artogna, ad balmam valnera (non si deve per forza intendere in "valnera" un riferimento all'attuale alpe Vasnera, in quanto all'epoca tutta la valle Artogna era denominata appunto Valnera). Nell'agosto del 1305 cominciano le prime iniziative per combattere e cacciare Fra Dolcino da Campertogno: nella chiesa di San Bartolomeo a Scopa nasce la Lega dei Valsesiani contro Dolcino, e da Varallo i confederati partono alla volta di Campertogno pronti alla battaglia.
È nel settembre del 1305 che si svolge l'importante battaglia di Camporoso, che prende tale nome appunto da "Campo rosso", per il molto sangue versato. La vittoria va a Frà Dolcino, che per le ristrettezze è comunque obbligato ad un nuovo arretramento sui monti. Dalla valle Artogna, Frà Dolcino ed i suoi uomini decidono di spostarsi sulla Parete Calva, a strapiombo su Rassa, preparandosi a sopportare l'assedio presso il Piàň d'i Gàšeri , che durerà parecchi mesi. Attraverso una vera e propria impresa, i Dolciniani riescono, in una notte del marzo 1306, a scendere a Rassa ed a spostarsi nel Biellese, a Trivero, dove si fermano sulle pendici del Monte Rubello. Il Croso della Malanotte ancora oggi sta a ricordare quella tragica fuga.
Il 23 marzo 1307 si svolge la definitiva battaglia del Monte Rubello in cui Frà Dolcino ed i suoi hanno la peggio. Il 1º giugno di quello stesso anno Frà Dolcino e Margherita vengono giustiziati a Vercelli, dopo lunghe e strazianti torture.

### 1630: la pestilenza
La peste pare sia stata introdotta in Valsesia dai fratelli Viotti di Rima, rimpatriati da Berna e contagiati in Val d'Ossola nel 1616. Il primo contagio documentato a Campertogno risale al 1626, almeno tre anni prima dello scoppio vero e proprio della malattia in valle. Nel solo anno 1630 si contano a Riva Valdobbia 240 morti, ma l'anno funesto per Campertogno sarà invece il successivo: il 1631. Tra il 21 aprile e il 25 giugno muoiono 25 persone della Squadra superiore di Campertogno (comprendente le frazioni Goreto, Curgo, Molino, Piana Toni ora facenti parte del comune di Mollia), tra tutti i contagiati l'unico superstite è il solo Antonio de Racho, scemo di nascita. In seguito a questi decessi col suono delle campane viene convocata la popolazione e vengono effettuate le elezioni dei Deputati per la Salute: ad essi viene affidato il compito di salvaguardare il centro del paese e la Squadra d'Oltraqua (frazioni Tetti, Carata, Otra e Rusa).
I Deputati eletti, che optano per uno sbarramento nei pressi di Avigi per controllare i passaggi in paese, hanno pieni poteri riguardo alle sanzioni da assegnare a chiunque commetta un'infrazione (ad esempio entrare in paese senza aver prima effettuato un colloquio). La chiesa di San Carlo viene trasformata in un lazzaretto per accogliere e mettere in quarantena i malati. I morti invece vengono seppelliti sul posto, con calce; secondo la tradizione questo avvenne anche all'alpe Argnaccia, nei pressi del laghetto. Terminato il contagio, la popolazione di Campertogno organizzò nei successivi tre anni dei pellegrinaggi al Sacro Monte di Varallo. Fu sempre in quegli anni che venne anche eretta una cappella votiva all'Argnaccia.

### 1800: l'impero napoleonico in Valsesia
Nel 1800 le truppe napoleoniche, passate per il colle di Valdobbia, giungono in Valsesia dopo aver sconfitto facilmente e costretto alla ritirata una divisione austriaca di presidio a Varallo presso le Scarpie di Scopello. Con un decreto del 7 settembre 1800 il confine tra Francia e Repubblica Cisalpina venne posto lungo il corso del fiume Sesia. Campertogno, che come molti paesi montani si estende sui due lati del corso d'acqua, venne smembrato in due comuni distinti appartenenti a due stati diversi. La parte sulla sinistra orografica del Sesia (il centro paese) si trova quindi nella Repubblica Cisalpina nel Dipartimento dell'Agogna con centro amministrativo a Novara. Invece l'odierna frazione Tetti, insieme alle frazioni sulla sponda destra del fiume, con il nome di Comune di Campertognetto, appartennero al territorio francese, in particolare al Cantone di Agnona del Dipartimento della Sesia con sede amministrativa a Vercelli. Come si è detto il confine tra i due stati era in quegli anni il fiume, ma per un decreto del 12 giugno 1804 i passaggi di confine erano controllati dalle guardie confinarie francesi che pretendevano ingenti tributi di passaggio. Si dice che la cappelletta posta sul ponte di Campertogno fosse stata al tempo una garitta per la guardia. La Valsesia tornò sotto la giurisdizione del Regno di Sardegna sotto Casa di Savoia nel 1814. Nel 1829 fu emanato infine il decreto di ricongiungimento ufficiale tra Campertogno e Campertognetto.

### Simboli
Lo stemma del comune di Campertogno è stato concesso, assieme al gonfalone municipale, con decreto del presidente della Repubblica del 27 aprile 1964 e raffigura un albero di quercia su un prato verde ed un cielo azzurro di sfondo, con tre api a simboleggiare la tenacia e la laboriosità dei suoi abitanti.

## Società

### Evoluzione demografica
Abitanti censiti

### Tradizioni e folclore

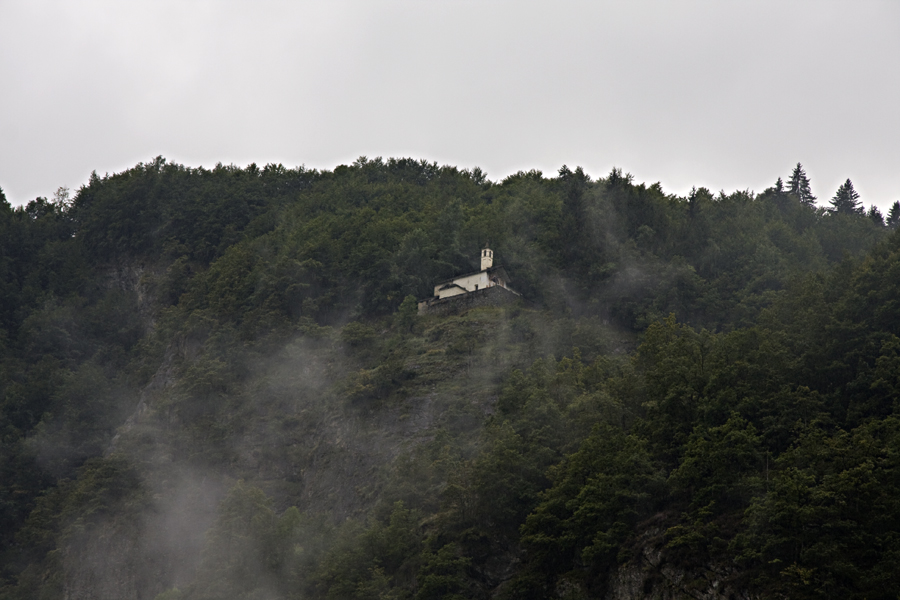
Oratorio del Callone: punto di partenza, la sera del 14 agosto, di una suggestiva processione con le fiaccole

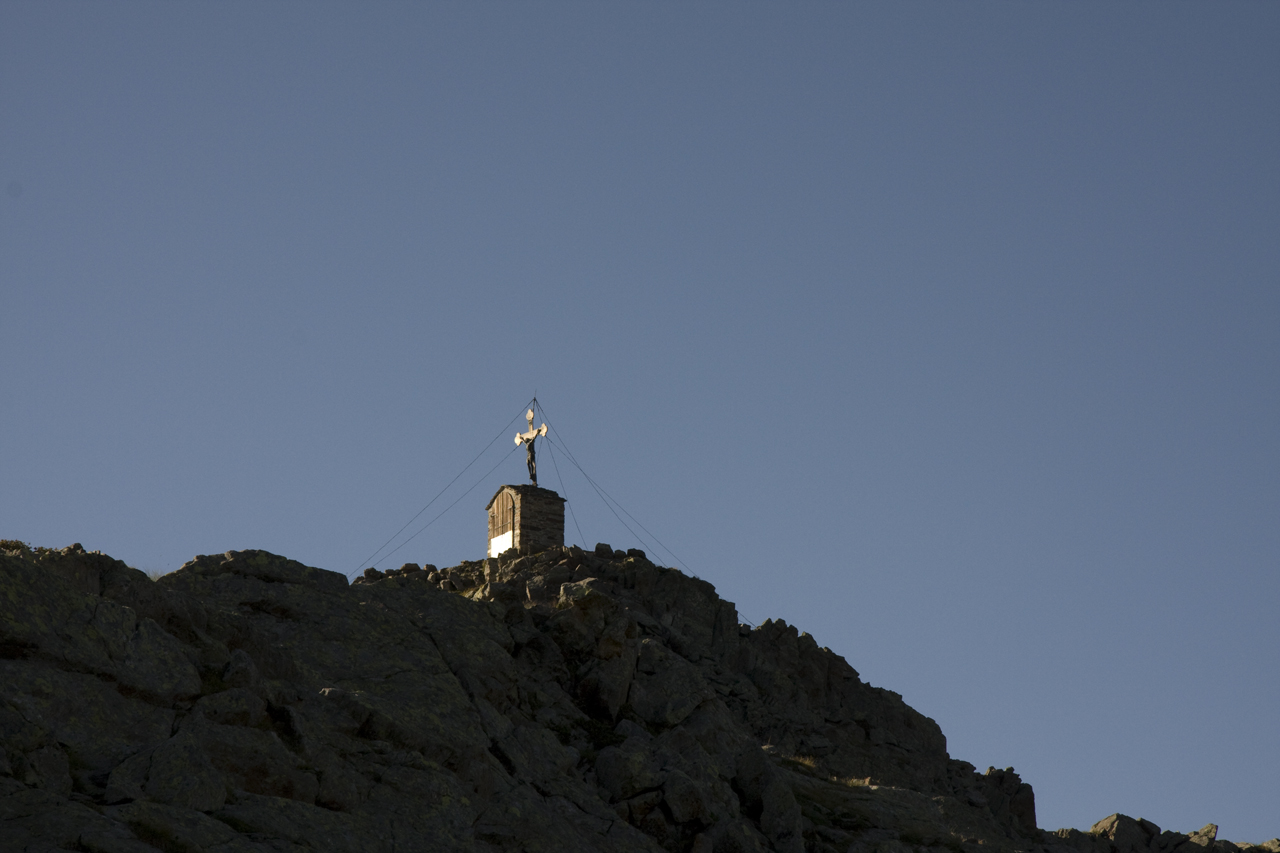
Punta Sivella: meta dell'annuale pellegrinaggio che si svolge l'ultima domenica d'agosto.

Numerose sono le tradizioni che contraddistinguono questo paesino valsesiano.

#### Tradizioni religiose
Tra le tradizioni religiose spiccano le numerose pittoresche processioni che si svolgono durante l'anno:
- Processione di Sant'Anna: Si svolge il lunedì successivo alla festa patronale di San Giacomo. Anticamente era la manifestazione più importante per la Confraternita di San Bernardino e Santa Marta, che guidava la processione. Oggi, pur non esistendo più le Compagnie religiose, è ancora molto sentita dalla gente. La processione porta alla chiesa della Madonna delle Grazie dal Canton Gianoli, punto di partenza.
- Processione del Callone: Anticamente si svolgeva il 2 luglio. Dal 1933 si aggiunse una seconda processione, voluta per celebrare l'incoronazione della Vergine il 14 agosto. Una fiaccolata molto suggestiva, la sera della vigilia di ferragosto, percorre in discesa il sentiero che dal Callone conduce a Campertogno, dirigendosi verso la chiesa principale di San Giacomo maggiore.
- Pellegrinaggio alla Sivella: Istituito nel 1939, il pellegrinaggio raggiungeva il Crocifisso di bronzo posto sulla cima della Sivella (2523 m) il 6 agosto al 2 settembre. Oggi, per motivi pratici, la salita, la messa e la festa si svolgono l'ultima domenica di agosto. Se il tempo lo permette, il giorno della festa è presente anche il servizio dell'elicottero per permettere a chiunque voglia, di poter andare sulla vetta per la festa.

#### Leggende e racconti

##### Il fantasma del Tinaccio
Nei pressi della cascata del Tinaccio, a monte del sentiero, c'è un incavo naturale della roccia, sempre umido.
Si dice che una donna di Campertogno, mentre stava allattando il suo bambino, morì precipitando nel baratro della cascata per non aver rispettato il digiuno delle tempora di Natale. Dopo la sua morte però molti la videro apparire in quei posti col suo bambino in braccio cantando:
Témpuri témpurai
ch'i eisa dijünà ai témpuri 'd Dinā
'ntu custi péini i sarìa mai
In seguito il vescovo in persona fece benedire il luogo delle visioni e chiese che le persone di passaggio per quel luogo recitassero un "de profundis".
Da allora il fantasma della donna sparì e non fu più avvistato, mentre comparve per miracolo il piccolo incavo nella roccia sempre bagnato di acqua benedetta.

##### La Pìssa d'i cüiċ
Nella valletta che sbocca alla Pianaccia, scorre il crös 'd la Pianàccia, il quale forma, lungo il suo percorso, numerose piccole cascate. La maggiore di queste, raggiungibile dal paese in mezz'ora di cammino, si presenta come un lungo e sottile scivolo d'acqua: il suo nome, Pìssa d'i cüiċ, deriva da un'antica leggenda. Si dice che due fratelli di Campertogno si ritrovarono un giorno alla sommità della cascata e che, incuriositi, decisero di scendere per vedere cosa ci fosse alla base. Il primo avrebbe comunicato al secondo le proprie impressioni una volta giunto di sotto, ma purtroppo cadde e si sfracellò. Il fratello rimasto sopra pensò che l'altro fosse invece arrivato e si fosse scordato di dirglielo, perciò provò anche lui a scendere, ma come il primo precipitò e morì.

##### L'òmm salvàig

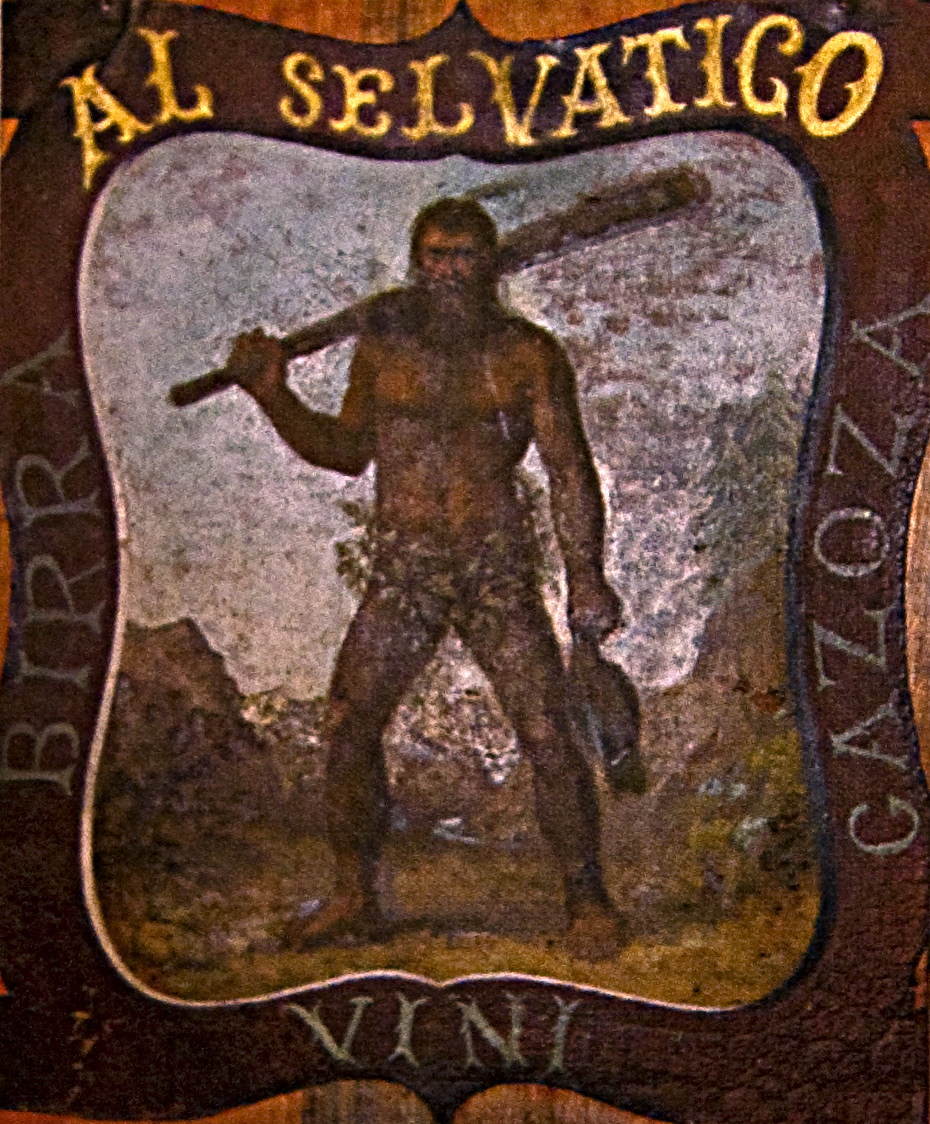
La leggenda dellòmm salvàig ricordata nell'insegna della vecchia osteria Al Selvatico.

L'òmm salvàig, per alcuni un disertore, per altri un folle, viveva secondo la leggenda nelle montagne della Val Rasëtta, sulla sinistra del fiume Sesia. Non si dice di lui che fosse violento ma semplicemente che fosse solito, dopo essersi accertato della mancanza degli uomini del paese, di intrufolarsi nelle stalle dove filavano le donne e di sedersi in un angolino. Per quanto non fosse pericoloso, fu certamente causa di fastidio e di irritazione se gli abitanti decisero di catturarlo per cacciarlo dal paese. Per prima cosa si decise di travestire un uomo da donna e di metterlo a filare per tendere una trappola al selvatico, ma questo giunto al cospetto della finta filatrice disse:
La filéra da staséj
l'è piü cùlla da ier séj
la fila e la ciampìgña
ma mai füs la disapìgña.
Subito dopo fuggì velocemente. Si decise quindi di adottare un altro stratagemma. Pensando che l'uomo selvatico fosse affamato, si cercò di attirarlo con un recipiente pieno di latte. Arrivato al recipiente l'uomo ne bevve un sorso ma poi scappò subito di corsa esclamando:
O làčč, o làčč
t'éi la màri dal mùnd
riuscendo ancora a sfuggire ai paesani inseguitori. Fu un certo Gianoli ad escogitare un altro piano. Vennero poste sulla soglia di una casa due belle scarpe, sperando che attirassero l'attenzione del selvatico. Quando questo venne, vide il paio di scarpe, e dopo averle calzate si incamminò; inseguito dagli uomini del paese cercò di correre via ma per le calzature alle quali non era abituato fu raggiunto e catturato. In paese, dal 1890, esisteva l'osteria "Al selvatico". L'albergo che dal 1968 la sostituisce, conserva nel salone principale l'antica insegna.

## Amministrazione
| Periodo        | Periodo   | Primo cittadino   | Partito      | Carica  | Note |
| -------------- | --------- | ----------------- | ------------ | ------- | ---- |
| 12 giugno 2022 | in carica | Miriam Giubertoni | Lista Civica | Sindaco |      |

## Galleria d'immagini

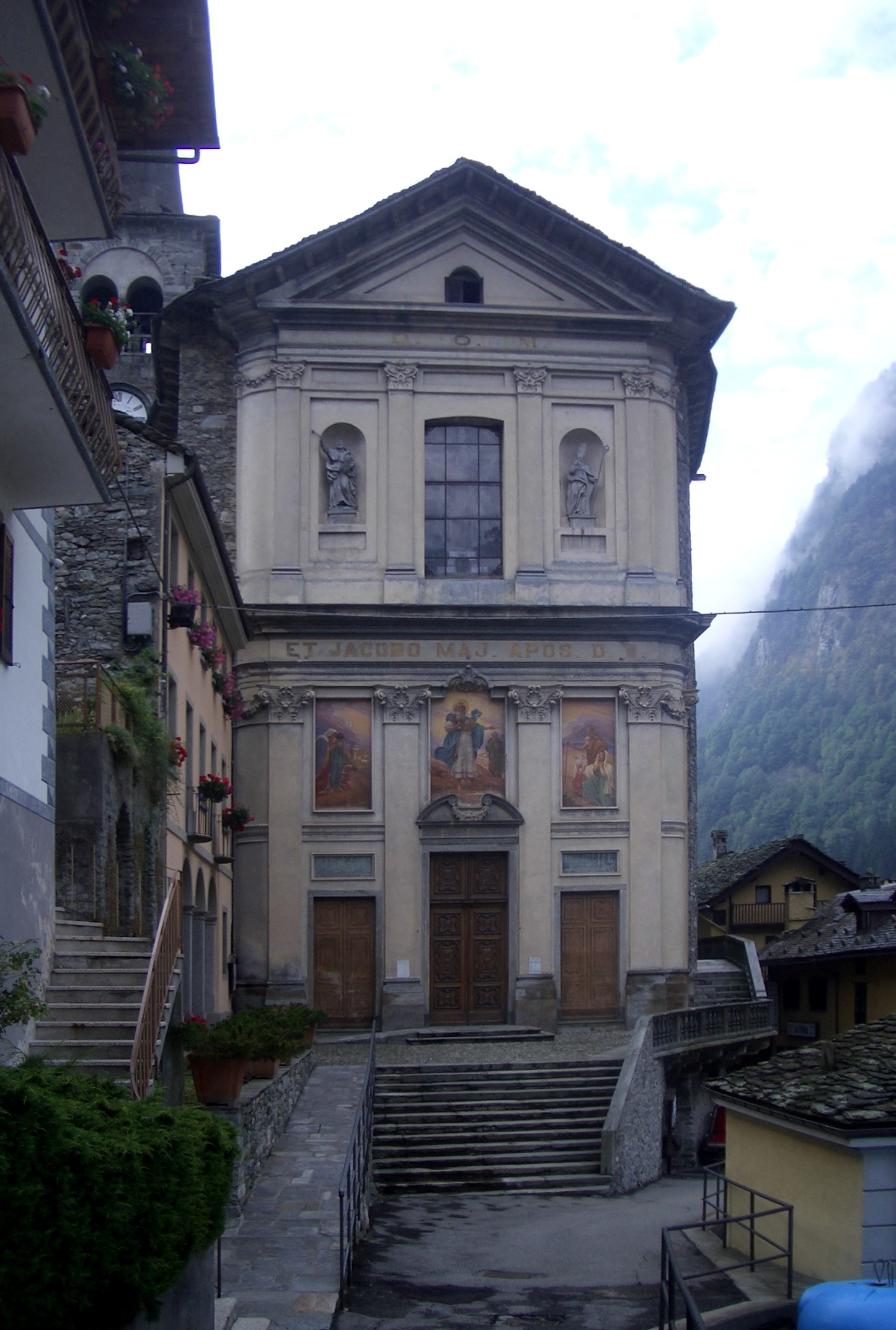
La chiesa parrocchiale di San Giacomo
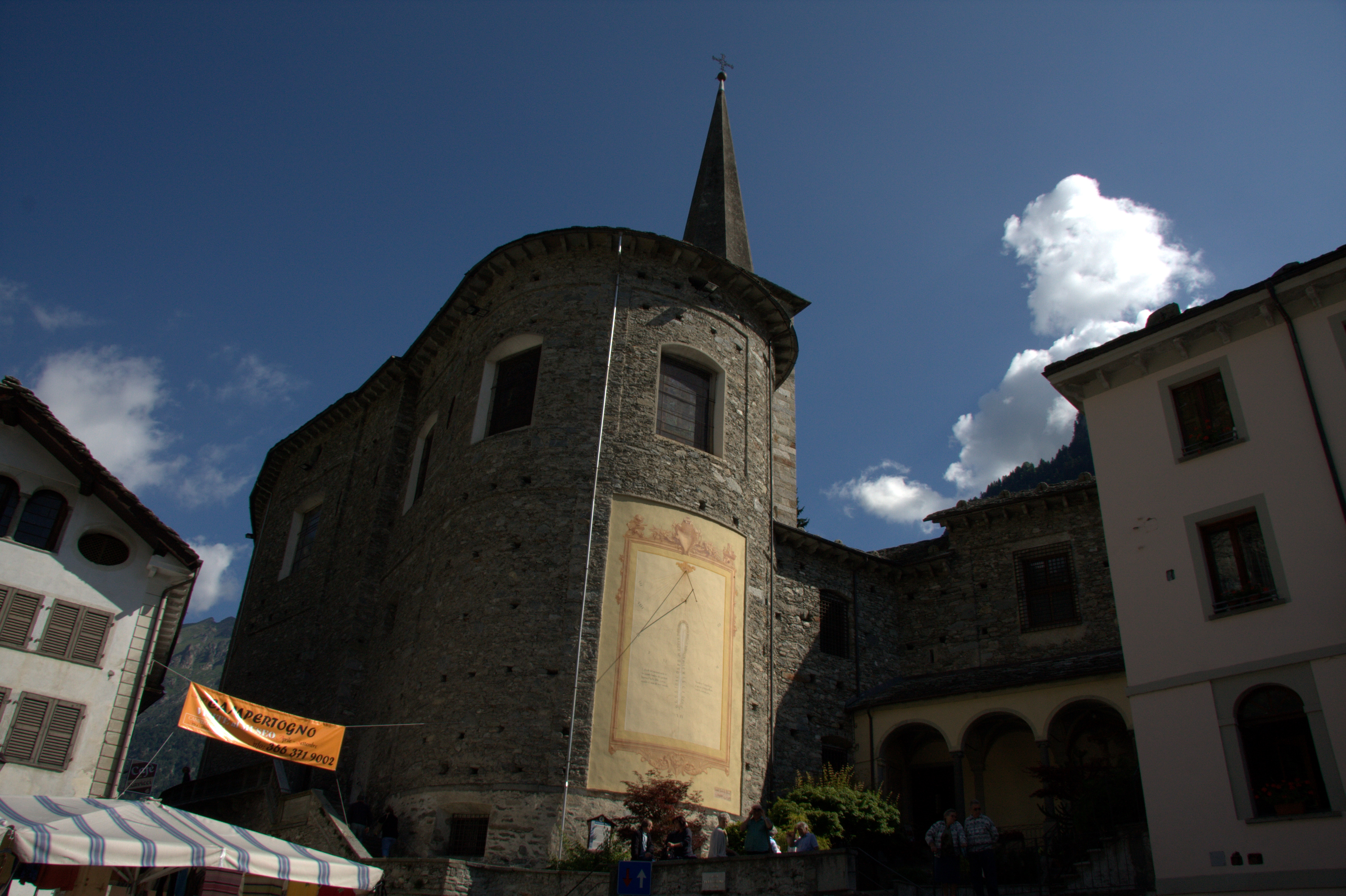
La Chiesa di Campertogno dalla piazza del paese
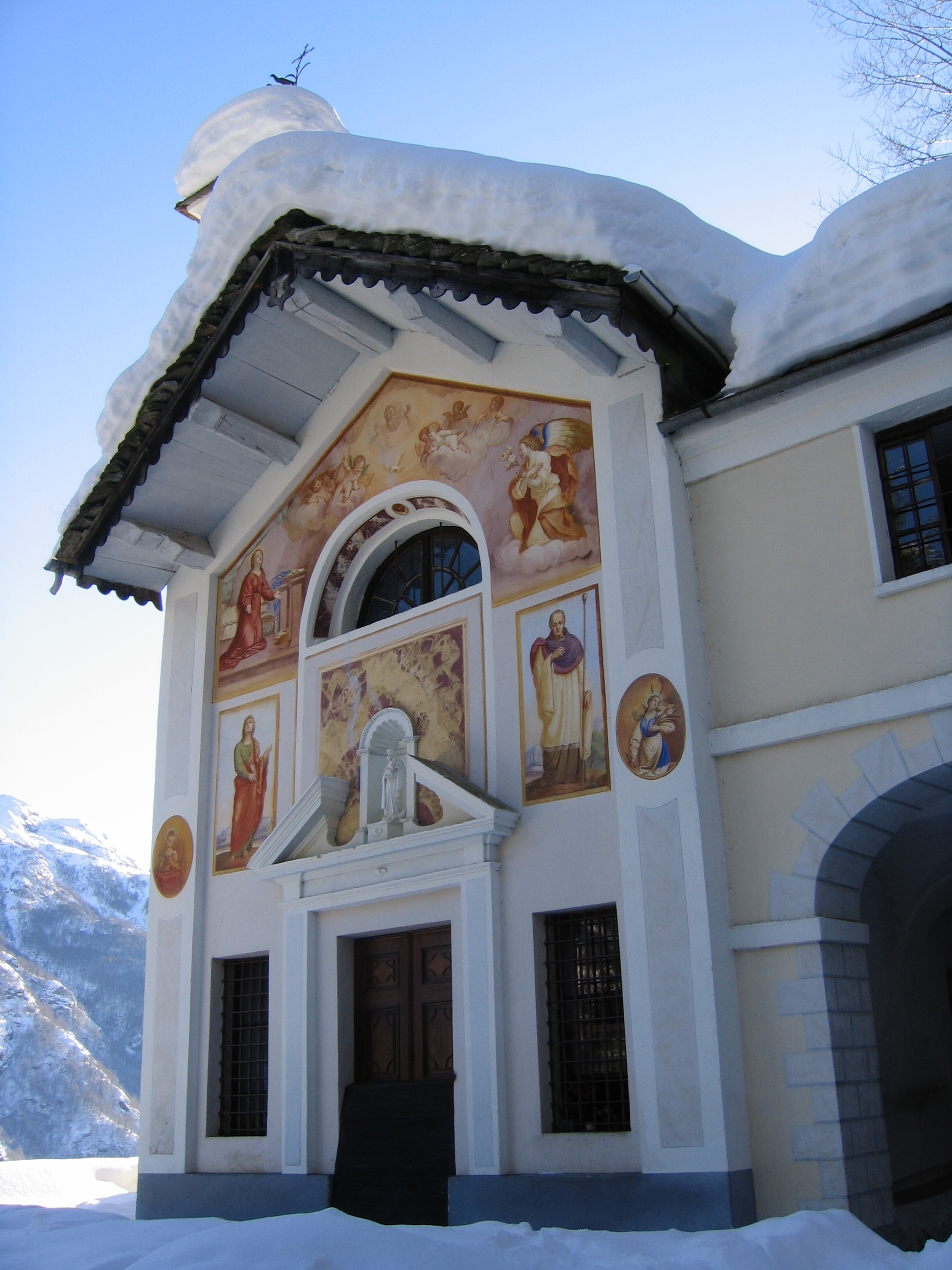
La Chiesetta del Callone sopra Campertogno
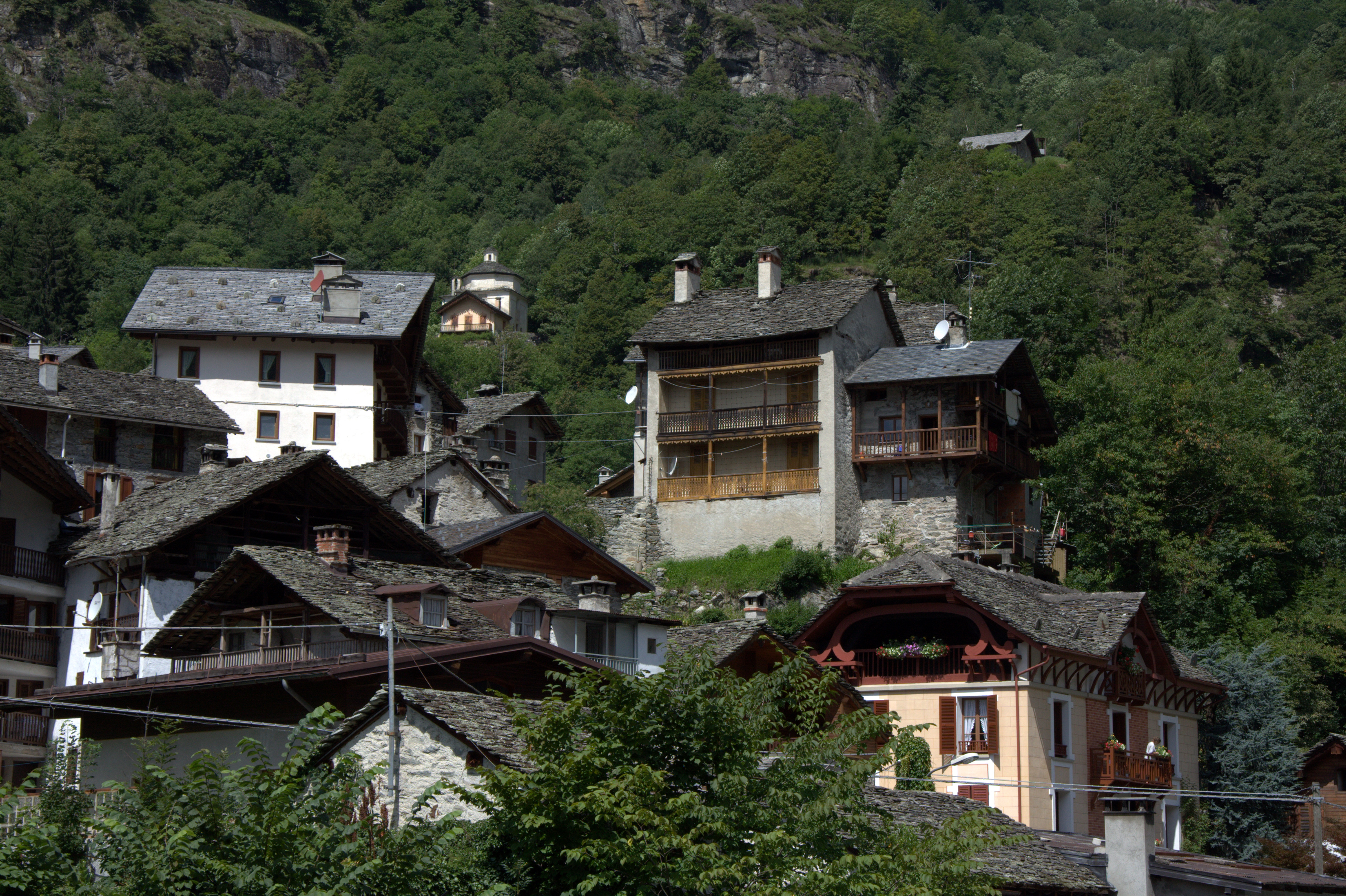
La frazione Tetti
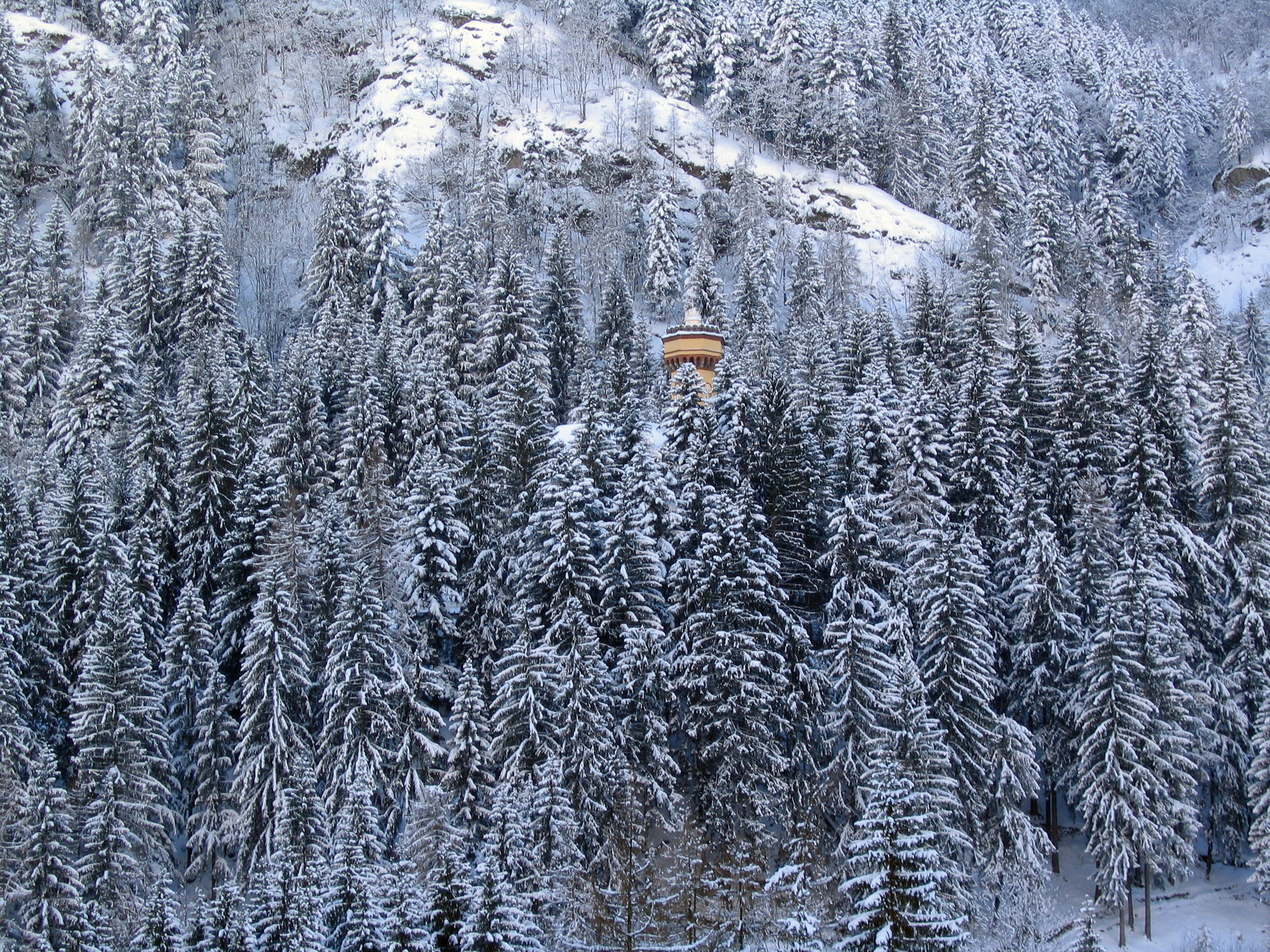
Il castello di Campertogno tra gli abeti innevati
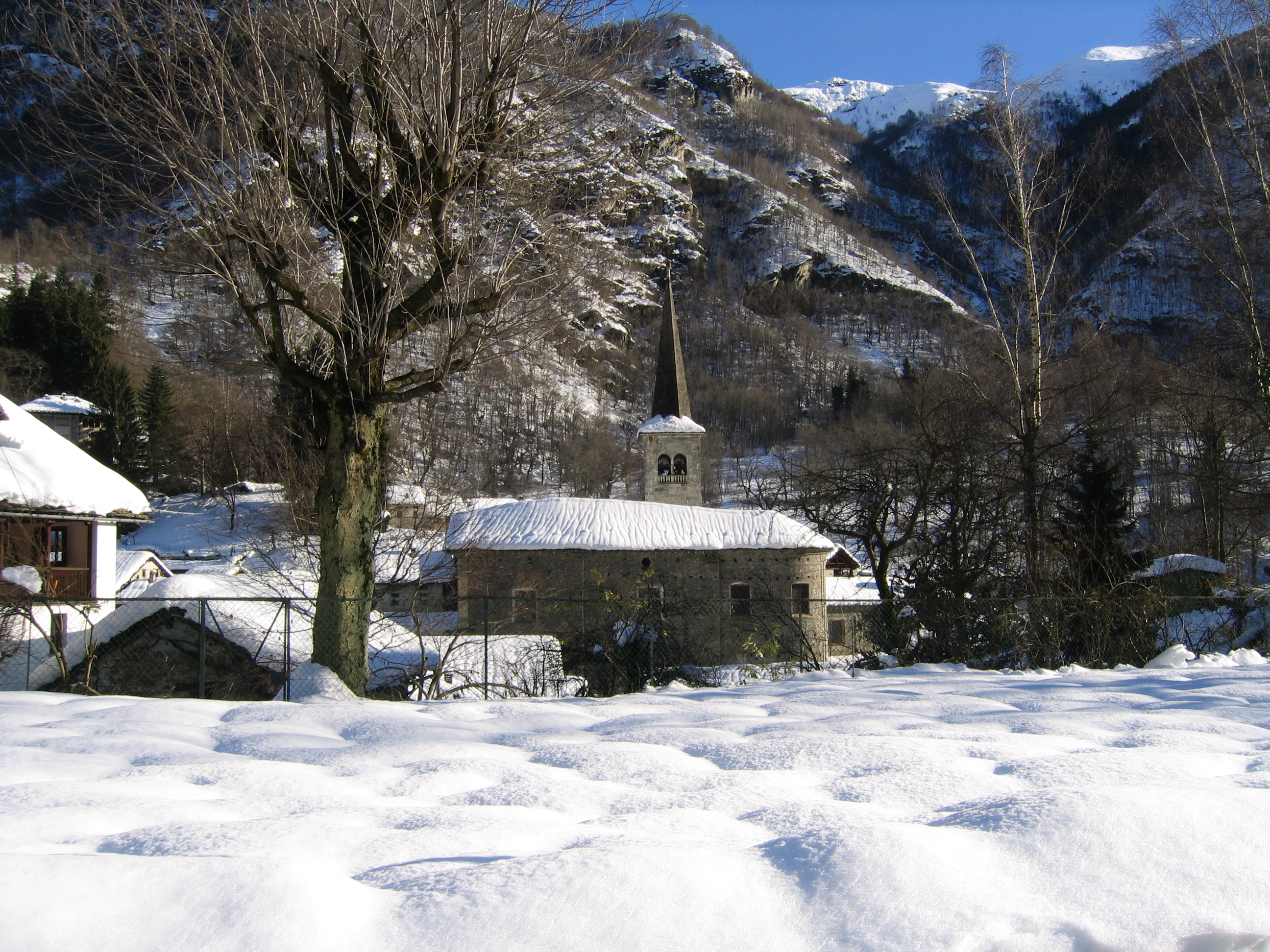
Campertogno visto dalla frazione Tetti
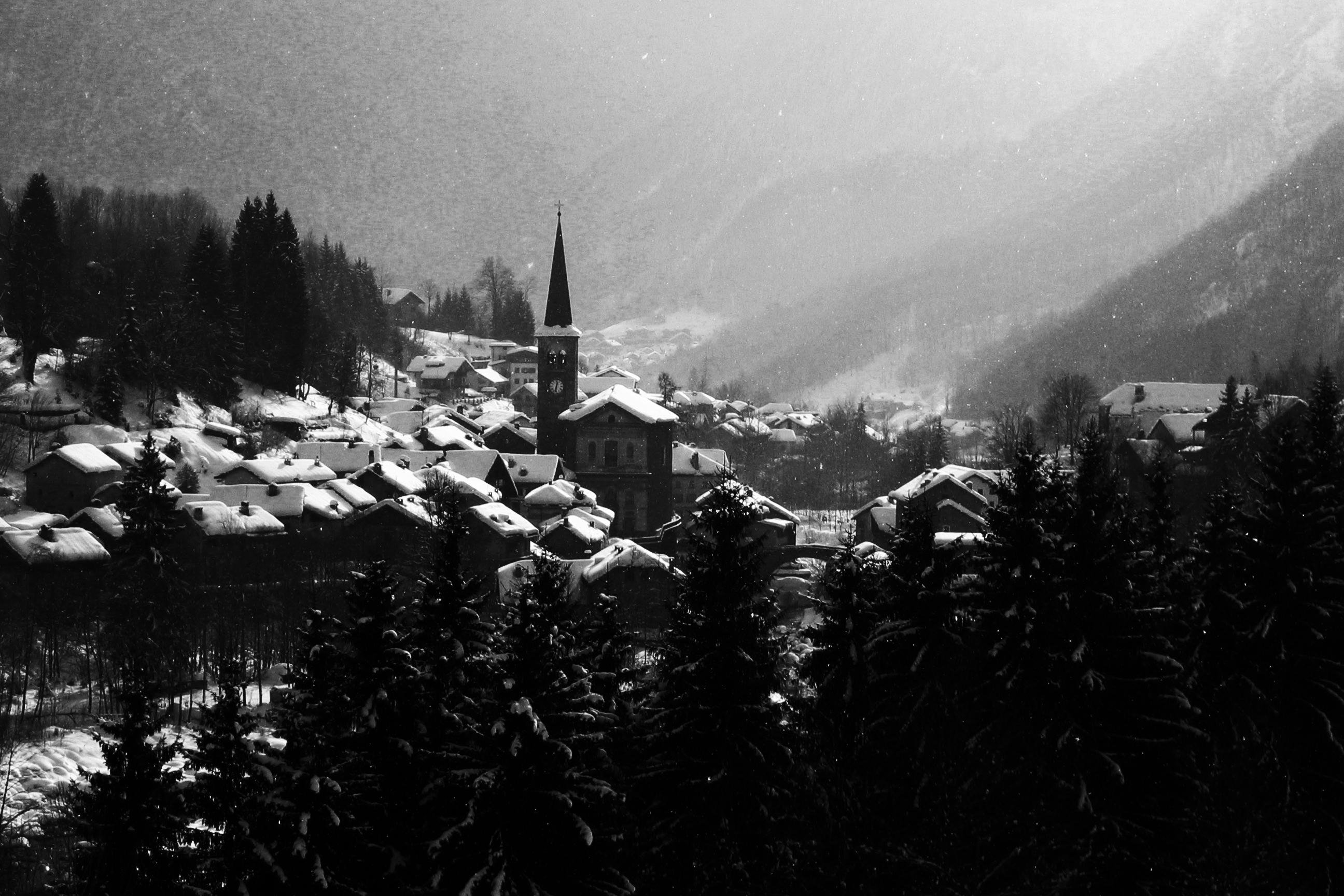
Veduta di Campertogno nel dicembre del 2008
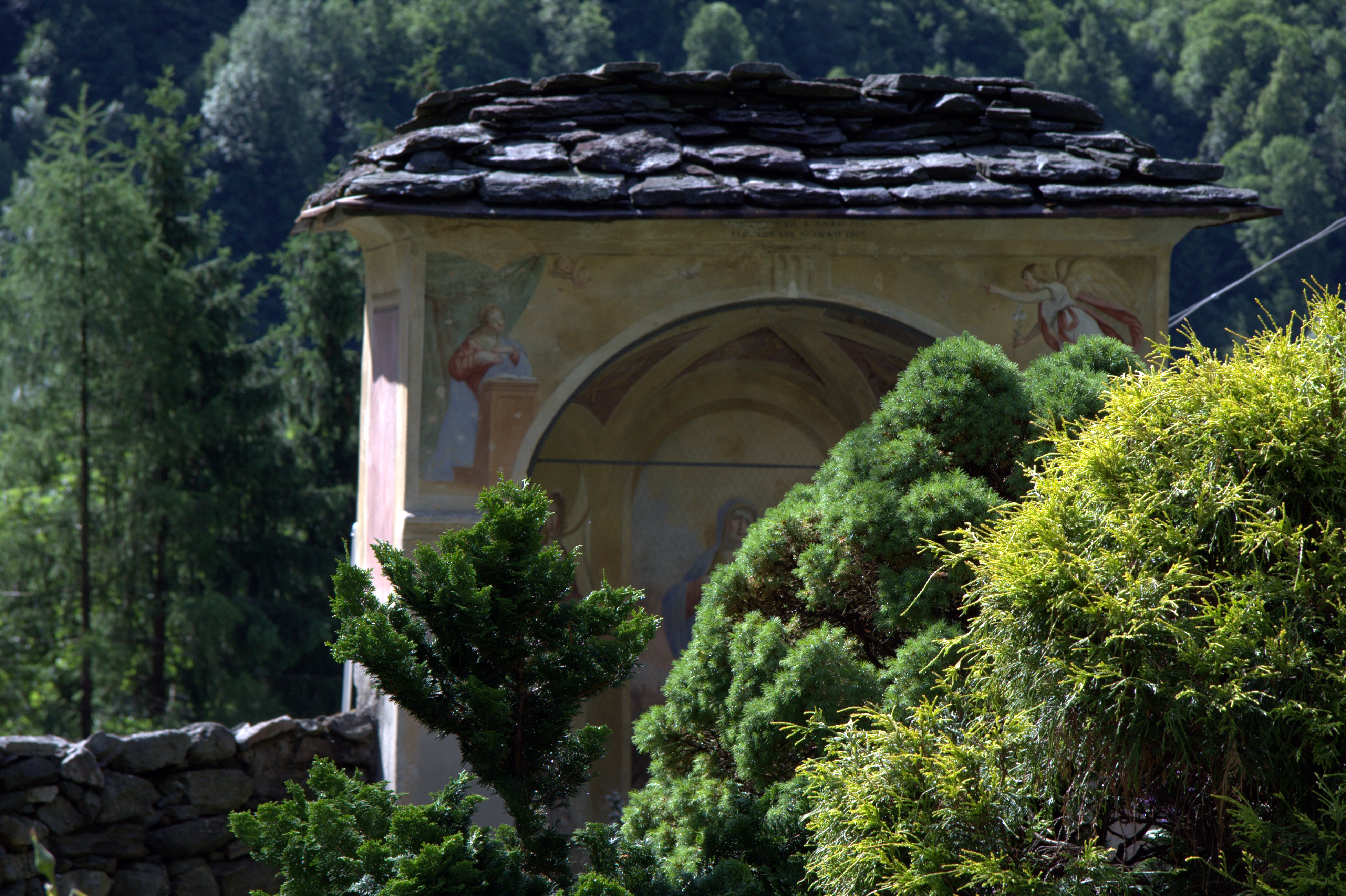
La cappelletta della Madonna addolorata presso la frazione Carata
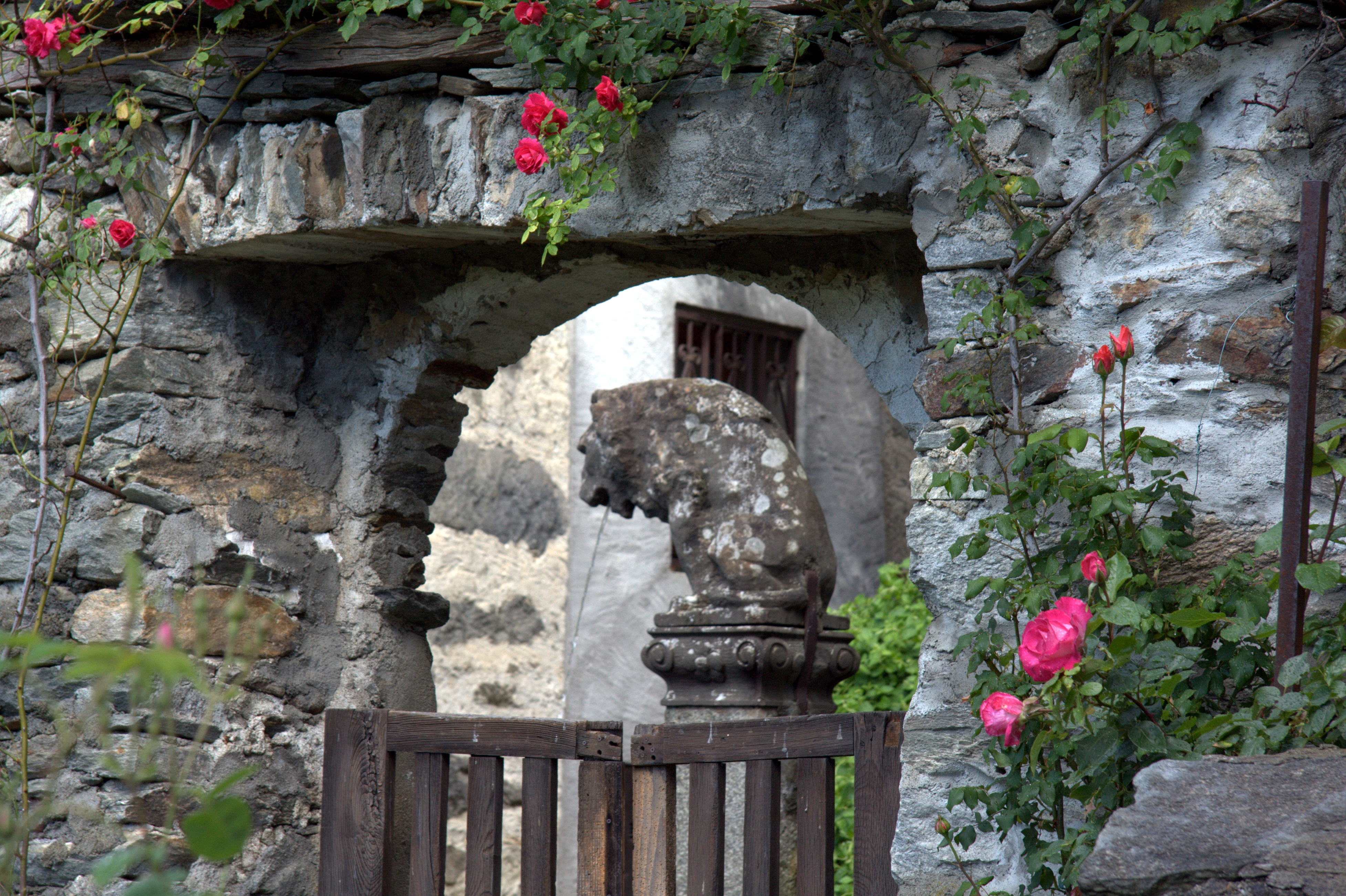
Il leone della fontana nella piazza di Carata
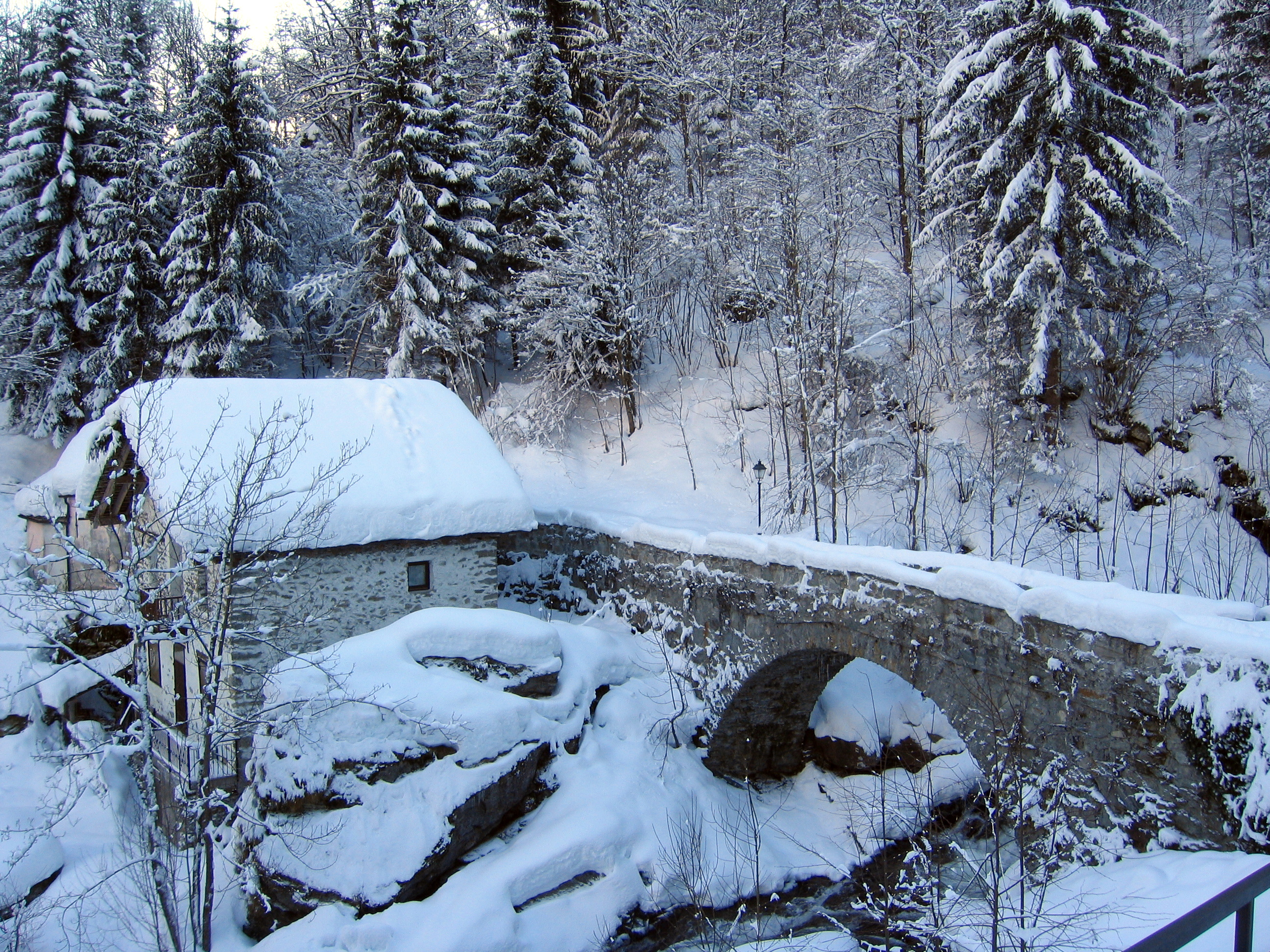
Il ponte tra Otra e Rusa d'inverno
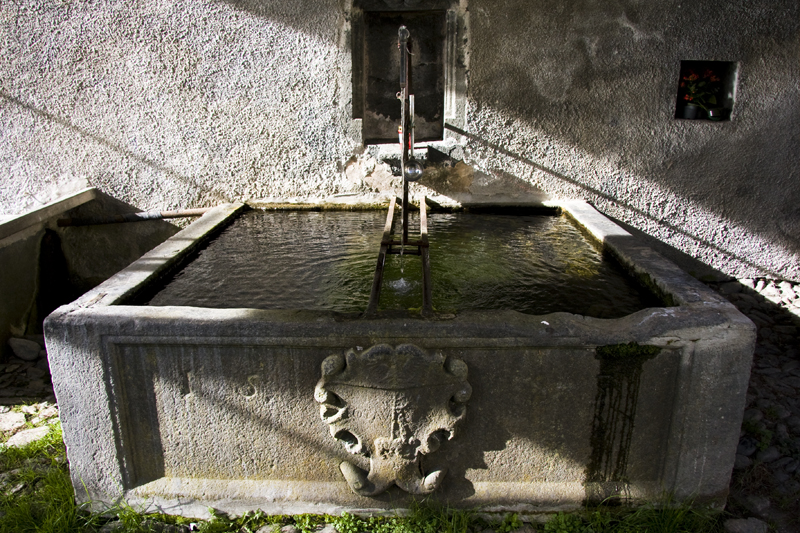
La fontana della frazione Quare
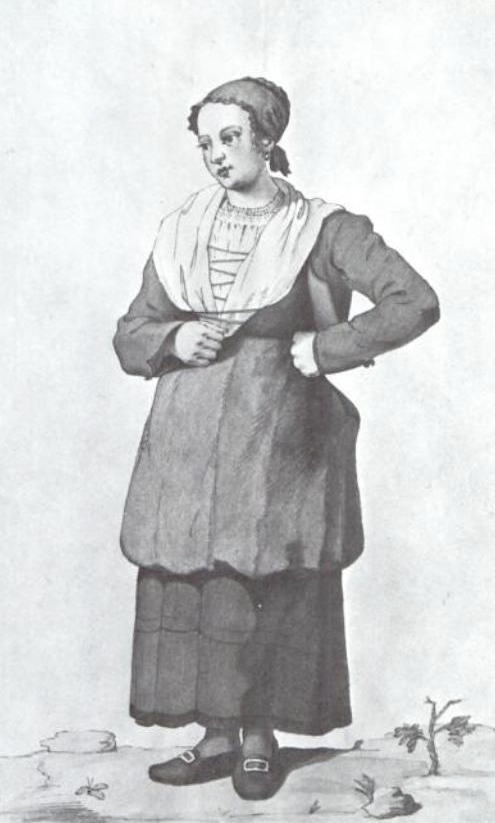
Costume tradizionale